# Fattore-g
In fisica, in particolare in fisica atomica, il fattore-g, anche chiamato momento magnetico adimensionale o con il termine inglese g-factor, è una quantità adimensionale che caratterizza il momento magnetico e il rapporto giromagnetico di una particella.
Il fattore-g è una costante di proporzionalità che collega il momento magnetico μ al numero quantico del momento angolare orbitale e ad una unità fondamentale magnetica, generalmente il magnetone di Bohr o il magnetone nucleare.

## Il fattore-g dell'elettrone
Vi sono tre momenti magnetici associati all'elettrone: lo spin, il numero quantico azimutale e la loro somma, il momento angolare totale. Ad ognuno di questi momenti corrisponde un dato fattore-g:

### Fattore-g di spin
Il fattore-g associato allo spin, identificato con {\displaystyle g_{S}} o {\displaystyle g_{e}}, è definito da:
{\displaystyle \mathbf {\mu } _{S}=-g_{S}\mu _{\mathrm {B} }(\mathbf {S} /\hbar )}
dove {\displaystyle \mathbf {\mu } _{S}} è il momento magnetico totale associato allo spin, {\displaystyle \mathbf {S} } lo spin e {\displaystyle \mu _{B}} il magnetone di Bohr.
La componente lungo l'asse z del momento magnetico è:
{\displaystyle \mu _{z}=-g_{S}\mu _{\mathrm {B} }m_{s}\ }
Il valore {\displaystyle g_{S}} è approssimativamente 2,002319 ed è noto con grande precisione.

### Fattore-g orbitale
Il fattore-g orbitale, identificato con {\displaystyle g_{L}}, è definito:
{\displaystyle \mathbf {\mu } _{L}=g_{L}\mu _{\mathrm {B} }(\mathbf {L} /\hbar )}
dove {\displaystyle \mathbf {\mu } _{L}} è il momento magnetico totale associato al momento angolare {\displaystyle \mathbf {L} }.
Il valore di {\displaystyle g_{L}} è circa pari a 1, e la componente lungo l'asse z del momento magnetico è:
{\displaystyle \mu _{z}=g_{L}\mu _{\mathrm {B} }m_{l}}
che, essendo {\displaystyle g_{L}=1}, è pari a {\displaystyle \mu _{B}m_{l}}.

### Fattore-g di Landé
Il fattore-g di Landé, identificato con {\displaystyle g_{J}}, è dato da:
{\displaystyle \mathbf {\mu } =g_{J}\mu _{\mathrm {B} }(\mathbf {J} /\hbar )}
dove {\displaystyle \mathbf {\mu } } è il momento magnetico totale, derivante sia dal momento angolare che dallo spin, e quindi dal momento angolare totale {\displaystyle \mathbf {J} =\mathbf {L} +\mathbf {S} }. Il valore di {\displaystyle g_{J}} è dunque associato in questo caso a {\displaystyle g_{L}} e {\displaystyle g_{S}}.

## Fattore-g nucleare
Protoni, neutroni e vari nuclei hanno spin e momento magnetico, e dunque anche un caratteristico fattore-g. La formula che li relaziona è:
{\displaystyle \mathbf {\mu } =g\mu _{\mathrm {N} }(\mathbf {I} /\hbar )}
dove {\displaystyle \mathbf {\mu } } è il momento magnetico risultante dallo spin, {\displaystyle \mathbf {I} } è lo spin nucleare e {\displaystyle \mu _{\mathrm {N} }} il magnetone nucleare.

## Fattore-g del muone
Il muone, come l'elettrone, ha un fattore-g di spin dato da:
{\displaystyle \mathbf {\mu } =g(e\hbar /(2m_{\mu }))(\mathbf {S} /\hbar )}
dove {\displaystyle \mathbf {\mu } } è il momento magnetico risultante dallo spin {\displaystyle \mathbf {S} } e {\displaystyle m_{\mu }} la massa della particella.

## Fattori-g noti
I valori dati dal National Institute of Standards and Technology di alcune particelle sono:
| Particella | fattore-g                                         | Incertezza                      |
| ---------- | ------------------------------------------------- | ------------------------------- |
| Elettrone  | {\displaystyle g_{\mathrm {e} }=-2,0023193043622} | {\displaystyle 0,0000000000015} |
| Neutrone   | {\displaystyle g_{\mathrm {n} }=-3,82608545}      | {\displaystyle 0,00000090}      |
| Protone    | {\displaystyle g_{\mathrm {p} }=5,585694713}      | {\displaystyle 0,000000046}     |
| Muone      | {\displaystyle g_{\mu }=-2,0023318414}            | {\displaystyle 0,0000000012}    |